# Mallateleia giraulti
Mallateleia giraulti är en stekelart som beskrevs av Alan Parkhurst Dodd 1913. Mallateleia giraulti ingår i släktet Mallateleia och familjen Scelionidae. Inga underarter finns listade i Catalogue of Life.